# Aleksandr Vasilyevich Suvorov
Aleksandr Vasilyevich Suvorov (tiếng Nga: Алекса́ндр Васи́льевич Суво́ров) (đôi khi được viết là Aleksander hay Suvarov), Bá tước xứ Rymnik, Đại Công tước của Ý, Bá tước của Đế quốc La Mã Thần thánh (граф Рымникский, князь Италийский) (24 tháng 11 năm 1729 – 18 tháng 5 năm 1800) là vị Đại nguyên soái thứ tư và cuối cùng của đế quốc Nga. Ông là một trong số ít các vị tướng vĩ đại chưa thua một trận nào (63-0). Ông làm tướng dưới triều Nga hoàng Ekaterina II. Suvorov nổi tiếng qua cuốn sách "Khoa học của chiến thắng" (Наука Побеждать) và câu nói "Luyện tập gian khổ, chiến đấu dễ dàng" (Тяжело в учении, легко в бою), "Viên đạn là thằng ngốc, lưỡi lê là người bạn tốt" (Пуля дура, штык молодец).
Sau khi nhập quân ngũ, Suvorov từng tham chiến trong cuộc chiến tranh Bảy năm. Dưới sự chỉ huy của ông, Quân đội Nga giành thắng lợi trong chiến tranh Nga-Thổ Nhĩ Kỳ và trấn áp phong trào nổi dậy của Pugachyov. Về cuối đời, ông còn thống lĩnh quân Nga tiến quân vào các xứ Ý và Thụy Sĩ, đập tan tác quân Pháp. Danh tiếng của ông không chỉ nổi như cồn ở nước Nga mà còn trên khắp châu Âu. Trong những phần thưởng nhiều vô kể mà ông đã nhận lấy, có những phần thưởng do ngoại quốc trao cho ông.

## Những năm tháng đầu của binh nghiệp
Aleksandr Vasilyevich Suvorov được sinh ra trong một gia đình quý tộc gốc Novgorod đã xuống dốc, tại lâu đài ở Moskva của ông ngoại là Fedosey Manukov (một địa chủ từ Oryol gubernia và là một quan đại thần trong Triều đình Nga). Thân phụ của Suvorov là con nuôi của Nga hoàng Pyotr Đại đế. Do từ Manuk là một cái tên phổ biến của người Armenia (nghĩa là "trẻ") nên đôi lúc dòng họ Manukov được cho là người Armenia. Thuở nhỏ, ông là một cậu bé yếu ớt, hay ốm đau, quặt quẹo. Vì muốn có được một sức khỏe tốt, ông đã kiên trì rèn luyện, tắm nước lạnh, leo núi, băng qua cánh đồng, v.v... Chàng trai trẻ Suvorov là người có tham vọng to lớn. Tuy yếu đuối, gầy gò, bé nhỏ lại còn xấu xí, ông tự hứa sẽ trở thành một danh nhân kiệt xuất. Ông tham gia vào Trung đoàn Cấm vệ quân Xêmiônôp lúc ông mới 12 tuổi.

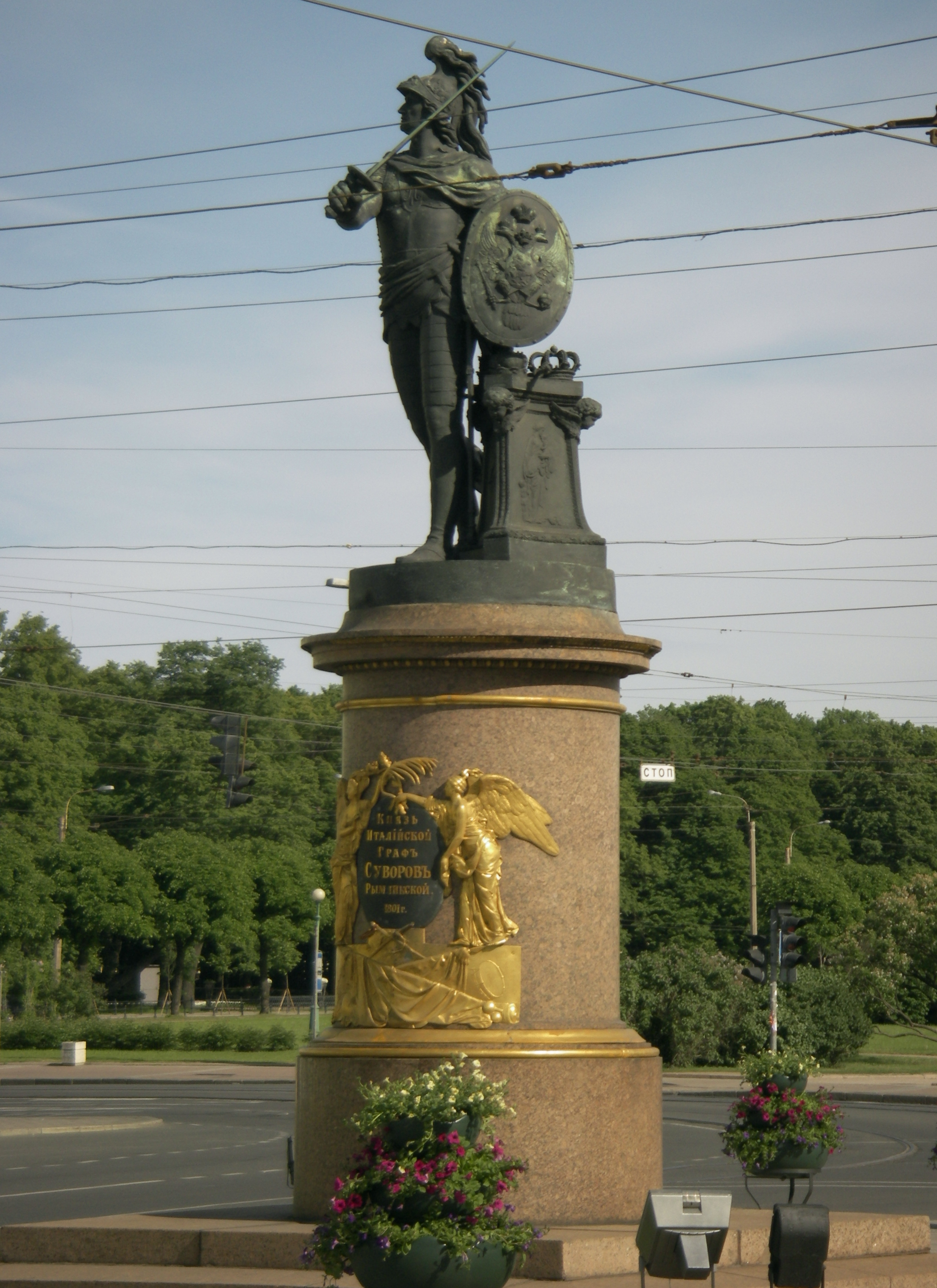
Tượng đài Suvorov được tạc như thần Mars khi còn trẻ, do Mikhail Kozlovsky (1801)

Khi 17 tuổi, sự nghiệp quân sự của A. V. Suvorov bắt đầu, với việc ông chính thức tham gia Quân đội Nga. Ông đã từng vào làm lính bảo vệ vườn Thượng uyển của Hoàng gia Nga. Một hôm, Nữ hoàng Elizaveta Petrovna dạo chơi trong vườn. Thấy "Đấng cầm quyền chuyên chính của tất cả nước Nga", A. V. Suvorov lễ phép chào hỏi. Nữ hoàng Elizaveta Petrovna trở nên ấn tượng trước tư cách của ông: Không những đứng thẳng tắp, đầy sức sống mà còn linh hoạt. Elizaveta đã ban tặng một đồng tiền bạc cho ông khi nghe nói thân phụ của ông của chính là nghĩa tử của vua cha bà là Nga hoàng Pyotr I. Nhưng, ông lịch thiệp khước từ, do theo ông, khi đang làm nhiệm vụ canh gác thì một binh sĩ không thể nhận bất cứ một món quà nào từ tay bất kỳ ai. Thấy vậy, Nữ hoàng Elizaveta vô cùng cảm phục người sĩ quan trẻ tuổi.
Ông đã tham chiến cuộc chiến tranh với Thụy Điển (1741-1743) và chiến tranh với Phổ (1756 - 1763). Ông giữ chức Trung tá đồng thời là đại biểu quân sự cao cấp trong suốt cuộc Chiến tranh Bảy năm. Trận đánh đầu tiên mà Suvorov tham gia là Kunersdorf vào năm 1759. Ông sống sót trong trận đánh này - một chiến thắng đẫm máu của liên quân Nga - Áo. Vào năm 1760, ông lại lập chiến công khi cùng các đạo quân Nga tiến đánh kinh thành Berlin. Vào năm 1761, ông trở thành hội viên hội Tam Điểm tại chi nhánh của hội ở Saint Petersburg Des Trois Etoiles. Sau khi thể hiện được bản thân qua chiến trận, vào năm sau (1762) ông được phong Đại tá, Trung đoàn trưởng của Trung đoàn Astrakhan khét tiếng.
Hết năm 1762, A. V. Suvorov trở thành Trung đoàn trưởng của Trung đoàn Xusưtali. Vị Trung đoàn trưởng này đã ghi chép bản "Lời dặn dò dành cho trung đoàn Xusưtali", được nhiều người biết đến. Qua tác phẩm này, ông chỉ trích việc luyện tập theo kiểu Phổ của Quân đội Nga đời vua Pyotr III. Vào năm 1768, ông lâm bệnh, nên phải nghĩa vụ phụ một năm. Sau khi trở lại đội ngũ, A. V. Suvorov tiếp tục chỉ huy một lữ đoàn tại Ba Lan trong sự kiện Liên bang Bar, đánh tan lực lượng của Ba Lan do Kazimierz Pułaski chỉ huy, chiếm giữ Kraków (1768) mở đường cho cuộc chia cắt Ba Lan lần thứ nhất của ba cường quốc Phổ - Nga - Áo, và trở thành Thiếu tướng vào tháng 3 năm 1770.
Trong cuộc chiến tranh Nga-Thổ Nhĩ Kỳ (1768–1774), ông được phái đến tham chiến trên mặt trận tiền duyên Thổ Nhĩ Kỳ, trở thành tướng dưới quyền của Nguyên soái Pyotr Aleksandrovich Rumyantsev vào tháng 4 năm 1773. Hai tháng sau (tháng 6), Quân đội Nga do ông cầm đầu đã tiến đánh vào một cứ điểm quan trọng của Turtukay, đập tan tác quân Thổ Nhĩ Kỳ. Sau chiến thắng này, A. V. Suvorov được ban thưởng Huân chương Thánh Gióoc. Đến tháng 6 năm 1774, ông lại giành chiến thắng trước quân Thổ Nhĩ Kỳ trong chiến dịch Cozơludơz. Trong cuộc chiến này, quân Nga kém xa quân Thổ Nhĩ Kỳ về số đông (chỉ bằng 1/5 họ). Thế mà chiến thắng Cozơludơz đã làm mất tinh thần của Quân đội Thổ Nhĩ Kỳ, khiến cho Thổ Nhĩ Kỳ đành phải cầu hòa.
Vào năm 1775, A. V. Suvorov được phái đi để dập tắt cuộc nổi dậy của Pugachev. Viên thủ lĩnh này giả danh làm cựu hoàng Pyotr III - vị vua bị ám sát vào năm 1762. Tuy nhiên, ông đến chỉ để chất vấn vị thủ lĩnh quân nổi dậy. Sau đó, Pugachev đã bị phản bội bởi những người Cossack thân cận, và cuối cùng đã rơi đầu tại Moskva.

## Chiến tranh Nga-Thổ Nhĩ Kỳ (1787 - 1791)
Từ năm 1777 đến năm 1783, ông phục vụ tại Krym và tại Kavkaz, trở thành Trung tướng năm 1780, và nhận chức Đại tướng Bộ binh năm 1783, nhờ việc liên tục hoàn tất các nhiệm vụ ở đây. Vùng Krym mới bị Nga chiếm vào năm 1783, và người Nogais đã khởi nghĩa chống quân xâm lược. Nhưng, một đội quân nhỏ và kỷ luật cao của Suvorov đánh tan tác người Nogais vào tháng 8 năm 1783, và một lần nữa diệt sạch người Nogais vào tháng 10 năm 1783. Từ năm 1787 đến năm 1791, giữa Nga và Thổ Nhĩ Kỳ lại bùng nổ chiến tranh, A. V. Suvorov lại tham chiến. Trong lần này, Nga liên minh với Áo. Vào tháng 10 năm 1787, quân Thổ Nhĩ Kỳ tấn công vào Kinbơan, ông ra quân đập tan cuộc tiến công của họ. Tuy nhiên, đến mùa hè năm sau, Tướng Potemkin - Tổng tư lệnh Quân đội Nga - không thèm nghe theo đề xuất của ông, dẫn đến hậu quả là quân Thổ Nhĩ Kỳ vây hãm cứ điểm quan trọng Osakhốp. Osakhốp đã thất thủ. Vào tháng 7 năm 1789, quân của Suvorov lại giành chiến thắng trước quân Thổ Nhĩ Kỳ trong trận đánh tại Focsani.
Hai tháng sau, tại Raymunichkơ, A. V Suvorov một lần nữa đánh tan tác quân Thổ Nhĩ Kỳ, do viên Khâm sai Đại thần Thổ Nhĩ Kỳ thống lĩnh. Trong trận chiến này, quân số Nga thua xa quân số Thổ Nhĩ Kỳ (tỷ lệ chỉ ¼). Với trận thắng Raymunichkơ, ông nhận lấy Huân chương Chữ thập, đồng thời trở thành Bá tước Suvorov – Râymunichkơsky. Ngoài ra, ông cũng được tặng một huy chương hình chiếc thuẫn. Trên tấm huy chương này có hình tia chớp đánh vào mãnh trăng lưỡi liềm - một hình ảnh trên quốc kỳ Thổ Nhĩ Kỳ thời bấy giờ. Nhờ chiến thắng của ông mà Hoàng đế La Mã Thần thánh Joseph II cũng phong ông làm Bá tước của đế quốc La Mã Thần thánh.
Tuy quân Thổ Nhĩ Kỳ đã tìm cách ngăn chặn liên quân Nga - Áo họp binh nhưng họ đã không thành để rồi A. V. Suvorov tiếp cận với viên Thống chế Áo trong hai trận thắng vang dội tại Focsani và Raymunichkơ nêu trên. Vào ngày 22 tháng 12 năm 1790, Suvorov thành công khi giáng một đòn sấm sét vào pháo đài bất khả chiến bại Ismail ở Bessarabia. Đội quân Thổ Nhĩ Kỳ có mặt bên trong pháo đài đã được lệnh giữ vững cho đến phút cuối và kiêu hãnh từ chối tối hậu thư của Nga. Được Hải quân Đế quốc Nga hỗ trợ, Suvorov cùng sáu Trung đội của ông tiêu diệt được 26.000 quân Thổ Nhĩ Kỳ, mở đường cho nước Nga giành toàn thắng trong cuộc chiến tranh Nga - Thổ Nhĩ Kỳ. Thất bại này được xem là một thảm họa khủng khiếp đối với Đế quốc Thổ Nhĩ Kỳ, nhưng tại Nga thì chiến thắng này được tô đậm trong bài quốc ca đầu tiên, "Hãy để tiếng sấm của chiến thắng vang lên". Với chiến thắng này, Suvorov đã xóa bỏ quyền thống trị của các Sultan Thổ Nhĩ Kỳ trên vùng sông Danube. Một thông điệp ngắn gọn mà ông gửi đến Nữ hoàng Ekaterina II:
| “         | Phải tôn vinh Đức Thiên Chúa và tôn vinh Nữ hoàng: pháo đài đã bị chiếm đóng, và Hạ Thần ở trong đó. | ” |
| — Suvorov | |   |

Trong trận đấu tranh anh dũng tại pháo đài Ismail, Suvorov đã chiến đấu cùng với Mikhail Illarionovich Kutuzov - sau này là vị anh hùng của cuộc Chiến tranh Nga-Pháp, 1812. Suvorov xem Kutuzov là "cánh tay phải của tôi". A. V. Suvorov đã lập nên thành phố Tiraspol, ngày nay là thủ đô của Transnistria, vào năm 1792. Một bức tượng Suvorov ngồi trên lưng ngựa được đặt ở trung tâm quảng trường của thành phố và hình ảnh của ông xuất hiện tại các công trình bằng đá của Transnistra.

## Trấn áp cuộc nổi dậy tại Ba Lan
Vào năm 1784, cuộc chiến tranh Nga-Ba Lan lại bùng nổ. Ngay sau khi ký kết hòa bình với Thổ Nhĩ Kỳ, A. V. Suvorov được chuyển đến Ba Lan lần nữa, nơi ông đảm nhận quyền chỉ huy của một quân đoàn và tham gia trận đánh Maciejowice, nơi ông bắt giữ Tổng tư lệnh Nghĩa quân Ba Lan là Tadeusz Kościuszko. Vào ngày 4 tháng 10 năm 1794, Quân đội của Suvorov đột kích vào kinh đô Warszawa và chiếm giữ Praga, một trong những thị trấn của thành phố này. Cuộc thảm sát gần 20.000 thường dân tại Praga đã bẻ gãy tinh thần của đội quân kháng cự và đặt kết thúc sớm cho cuộc nổi dậy của Kościuszko. Theo một số tư liệu thì cuộc thảm sát là hành động của những người Cossack bán độc lập và không phải là thuộc cấp của Suvorov. Vị tướng Nga đã chấp nhận khó khăn để dừng cuộc thảm sát và thậm chí đã đi xa đến việc lệnh phá hủy cây cầu dẫn tới Warszawa qua sông Vistula với mục đích ngăn ngừa bạo lực lan rộng đến Warszawa từ các vùng ngoại ô của nó. Những nhà sử học khác thì bác bỏ điều này, nhưng đa số không dẫn được tài liệu cho thấy Suvorov chủ định khích lệ hay thử ngăn ngừa cuộc tàn sát.. Suvorov không cho phép binh lính của mình cướp phá thành phố trong một thời gian dài cho đến khi điều đó được chấp nhận..., đối với một số người, đặc biệt là những người Cossack ương ngạnh, như một dấu hiệu cho phép họ làm bất cứ điều gì. Các tác giả Kha Xuân Kiều - Hà Nhân Học của sách "Những nhà quân sự nổi tiếng thế giới" cũng ghi nhận rằng, trong thời gian làm Thống đốc thành Vacsava, ông đã "áp dụng chính sách đàn áp tàn khốc nhân dân Ba Lan".
Sau khi quân Ba Lan đầu hàng, A. V. Suvorov trở thành Thống đốc Thành phố Warsaw. Ông đã gửi bản báo cáo tới Nữ hoàng Ekaterina II, trong đó chỉ có một đoạn: "Muôn tâu Nữ hoàng, thành Warsaw giờ là của Người!" (Ура, Варшава наша!). Hay tin, nữ Nga hoàng hồi đáp: "Hoan hô! Nguyên soái Suvorov!" (tiếng Nga: Ура, фельдмаршал!—như vậy là Aleksandr V. Suvorov đã trở thành Nguyên soái). Vị tân Nguyên soái Lục quân cũng làm chủ của điền trang với diện tích không hề nhỏ. Ông thống trị xứ Ba Lan cho đến năm 1795, khi ông trở về kinh thành Sankt-Peterburg. Năm sau, Nữ hoàng Ekaterina II qua đời (1796), Nga hoàng mới là Pavel I hắt hủi A. V. Suvorov. Do Nguyên soái Suvorov rèn luyện ba quân bằng những quy tắc thực tế. Ông là một "vị lãnh đạo không hề làm theo, và còn vượt lên trên những quy tắc thường thấy của việc phê bình quân sự". Theo ông, "một con người không hoàn toàn, và không đơn thuần là một cái máy". Vì thế, ông phản đối Bộ luật năm 1796 của Nga hoàng Pavel I là "mảnh giấy da đã bị chuột ăn và có thể tìm thấy ở góc của một lâu đài cổ kính".

## Chiến dịch tại Ý

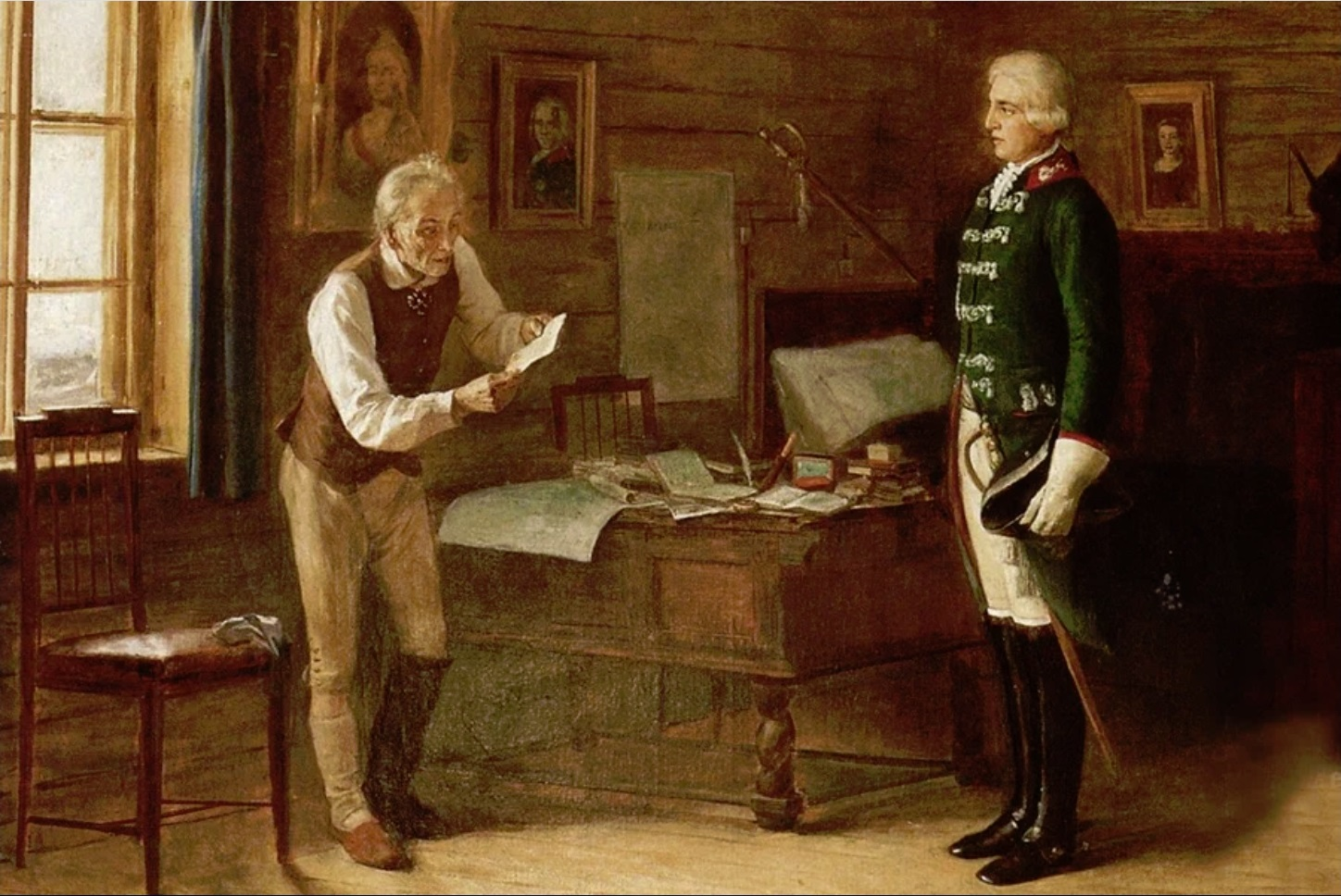
Khi bị đày ải, Suvorov nhận lệnh Nga hoàng về chỉ huy Quân đội Nga chiến đấu chống Napoléon.

Trong vài năm tới, Aleksandr Vasilyevich Suvorov rút về ở ẩn tại điền trang Konchanskoe gần Borovichi. Việc Nga hoàng Pavel I thiết lập lực lượng thanh tra (inspectors) vào năm 1796 - một trong những cải cách "tất yếu" của ông ta - đã làm cho Suvorov, cũng như những vị thống soái cao tuổi khác bực mình, không khác gì những người đồng cấp của họ ở Phổ khi lực lượng thanh tra Phổ ra đơi vào năm 1763. Một số những lời chỉ trích các chiến thuật quân sự và quân phục do Nga hoàng Pavel I đề xướng đã đến tai nhà vua. Do đó, ông bị giám sát, và thư từ của ông gửi cho vợ - bà này vẫn còn sống ở thành phố Moskva do cuộc hôn nhân của ông và bà không hề hạnh phúc - cũng bị quấy nhiễu. Người ta nói rằng, cứ vào mỗi Chủ Nhật thì ông lại rung chuông Nhà thờ và ca hát cùng những người nông dân trong đội hợp ca của Nhà thờ làng. Cứ mỗi ngày trong tuần, ông mặc chiếc áo choàng nông dân và cùng làm việc với họ.
Tuy nhiên, vào năm 1798, Hoàng đế Áo yêu cầu khẩn thiết nước Nga tham chiến trong liên quân chống Pháp, nhờ đó Suvorov lại có cơ hội lâm chiến. Vào tháng 2 năm 1799, Nga hoàng Pavel I ban Thánh chỉ phong ông làm Tổng tư lệnh của liên quân Nga – Áo, khi đó ông đã 69 tuổi. Ông kéo quân đến bán đảo Ý, đập tan tác quân Ý tại các sông Adda, Trebia và Novi. Chiến thắng Trebia (1799) của ông diễn ra cũng chính tại cái nơi mà Hannibal đã đại phá quân La Mã năm xưa. Quân đội Nga cũng đánh tan tác các quân đoàn Morơ, Macdona và Ruberơ của Cách mạng Pháp, mở đường tiến tới Milan và Lômbacdi. Thế là chỉ trong khoảng 5 tháng, liên quân Nga - Áo do Suvorov thống lĩnh đã quét sạch quân Pháp ra khỏi bán đảo Ý nói chung, các thành phố Milan và Torino nói riêng. Với những thắng lợi của ông, chính phủ Áo phong Suvorov làm "Vương công xứ Ý". Tuy vậy, Đế quốc Áo sợ rằng Quân đội Nga sẽ xâm chiếm luôn bán đảo Ý. Chính vì thế, Quân đội Áo rời khỏi xứ Thuỵ Sĩ, quân Pháp thừa thắng vây hãm toàn bộ quân Nga ở đây.

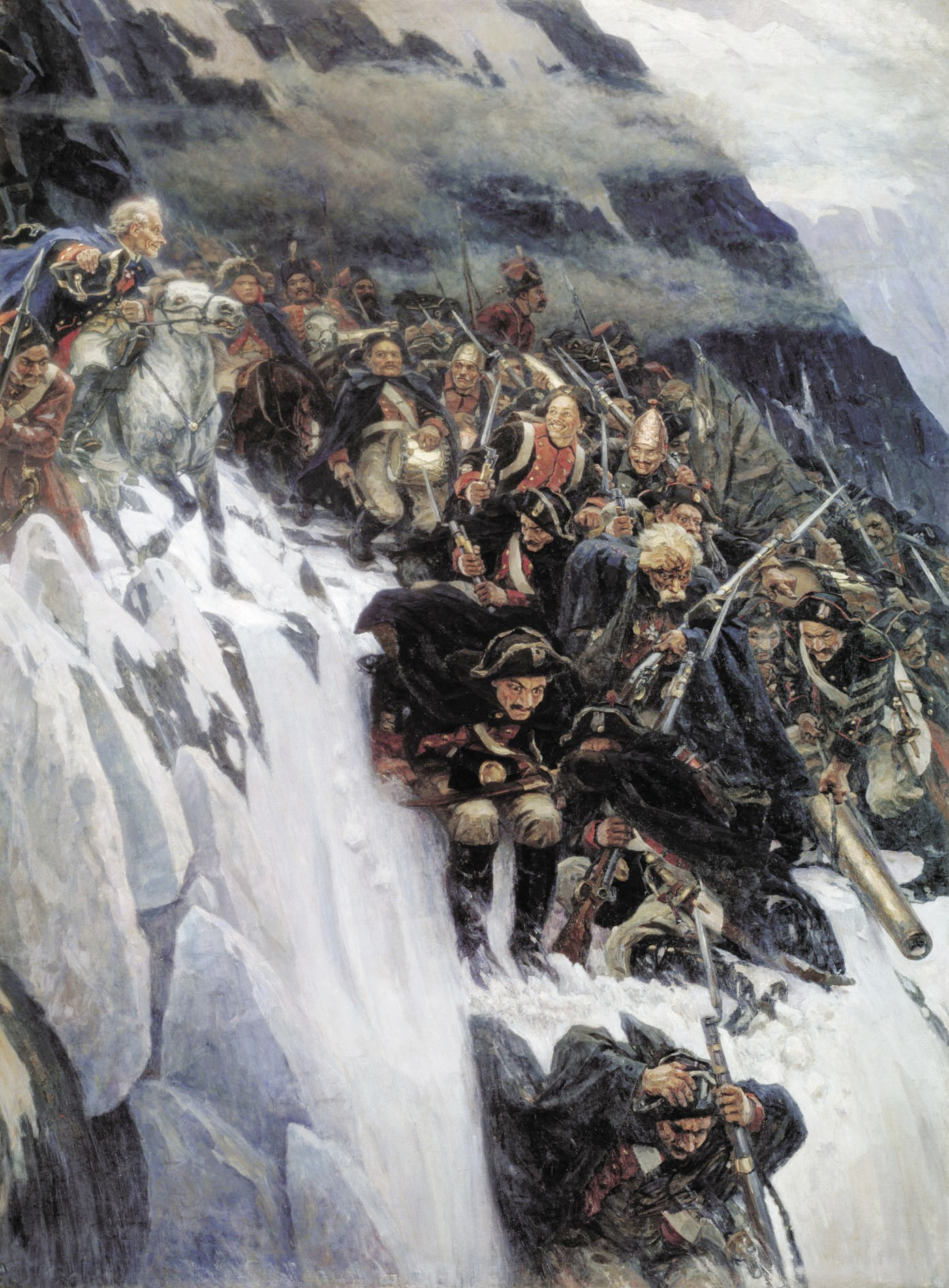
Quân đội Nga dưới sự chỉ huy của Đại nguyên soái Suvorov vượt dãy Anpơ vào năm 1799.

Nghe lệnh từ cấp trên, Suvorov mang quân đến Thuỵ Sĩ đánh quân Pháp, tăng viện cho quân Thuỵ Sĩ. Cùng với quân sĩ, ông vượt qua các hẻm núi Sangota, Đê Vir và Schvâyzơ mà giao chiến với đối phương. Tại dãy Anpơ, băng tuyết vô cùng dày đặc, đường đi vô cùng dốc, Quân đội Nga còn gặp khó khăn về đạn dược và quân nhu, tôn thất đến 50% binh sĩ. Thế nhưng, A. V. Suvorov đã gặt hái chiến công cùng quân sĩ vượt qua dãy núi này, tiến đánh xứ Thuỵ Sĩ. Cuộc hành quân Thụy Sĩ của ông được xem là một cuộc hành quân hiển hách có một không hai trong lịch sử quân sự thế giới từ cổ chí kim. Theo nhận định của Friedrich Engels, Suvorov đã lập nên "Cuộc hành quân vượt qua dãy núi Anpơ xuất sắc nhất, tính đến thời điểm đó". Tổng tư lệnh Suvorov cũng thống lĩnh Quân đội Nga rút về nước một cách an toàn.
Do đã lập kỳ tích lẫy lừng, Aleksandr Vasilyevich Suvorov được Triều đình Nga phong làm "Đại Nguyên soái" của Quân đội Nga. Nhưng mặt khác, cuộc hành quân Thụy Sĩ cũng hoàn toàn tiêu hao năng lực của vị Đại Nguyên soái.

## Qua đời
Nhưng không ai tin được Pavel I, ông vua mang tính cách trái ngược hoàn toàn với người mẹ Ekaterina II của mình. Là một vị Nga hoàng nóng nảy, tính khí thất thường và chuyên quyền, độc đoán, ông ta muốn mọi việc phải tuân theo ý mình, và không để các thuộc cấp tự do hành động và không khuyến kích sáng kiến của họ. Quân đội thì được huấn luyện và trang bị theo kiểu Đức. Do đó, A. V. Suvorov không làm gì mất lòng chủ mà lại bị nhà vua kết án một cách vô căn cứ. Lúc về tới Riga, ông nhận được một bức thư của một cố vấn riêng, có nghĩa là nhân danh Nga hoàng đã buộc tội ông dung túng cho quân lính vi phạm luật pháp. Nga hoàng tước bỏ tất cả những vinh dự mà ông đã được hưởng và cấm không được trình diện trước mặt nhà vua. Nga hoàng đã kết án Suvorov để ông ta khỏi phải tổ chức lễ ăn mừng chiến công của ông.
Một tin như vậy là một tiếng sét đối với người cựu chiến binh đã bị ê chề về những thất bại mới đây giống như những cơn giông buổi tối làm xám xịt một ngày huy hoàng. Vì thế ông tập trung tất cả các sĩ quan của ông trên quảng trường Riga, khóc và từ biệt họ như một người cha xa rời gia đình. Rồi sau khi đã ôm hôn các tướng tá, bắt tay những người khác, ông nói vĩnh biệt họ một lần nữa. Ông để họ tự do đi theo con đường của họ mà không có ông và nhảy lên một chiếc xe trượt. Ông đi suốt đêm ngày, bí mật đến kinh đô mà lẽ ra ông được đắc thắng tiến vào. Ông đi tới nhà một cháu gái ở một khu cách biệt. Mười lăm ngày sau, ngày 18 tháng 5 năm 1800, ông qua đời ở đấy với trái tim tan nát. Theo lệnh của Nga hoàng Pavel I, nhân dân Nga không được để tang vị Đại nguyên soái.
Bá tước Whitworth, đại sứ Anh Quốc, và nhà thơ Derzhavin là những người duy nhất xuất hiện tại lễ tang. Suvorov được chôn cất tại Nhà thờ Truyền tin trong tu viện Alexander Nevsky, với một dòng đơn giản được tạc trên bia đá, theo như ý nguyện của ông, "Nơi đây chôn cất Suvorov". Tuy Nga hoàng Pavel I đã ngược đãi với ông như vậy nhưng danh tiếng của ông vẫn không thể phai mờ. Một năm sau, 1801, Nga hoàng Pavel I đánh mất lòng dân, bị Hoàng thái tử Aleksandr giết chết. Nga hoàng Aleksandr I cho tạc tượng tưởng nhớ Suvorov tại quảng trường Mars (Saint Petersburg). Tại Liên bang Xô viết (cũ), Huân chương Suvorov được đặt ra vào tháng 7 năm 1942.

## Nhận định
Aleksandr Vasilyevich Suvorov luôn khuyến khích việc chiến đấu bằng lưỡi lê. Theo nhận định của Kha Xuân Kiều, Hà Nhân Học, ông là một trong những vị thống soái vĩ đại nhất trong lịch sử nước Nga. Trong suốt cuộc đời chinh chiến của mình, ông không hề nếm mùi thất bại. Ngay cả khi binh lực ở thế kém hơn, ông cũng đã phát huy tài chỉ huy lỗi lạc và nghệ thuật dùng binh khéo léo của mình để giành chiến thắng trước những đối thủ như Đế quốc Thổ Nhĩ Kỳ, quân khởi nghĩa Ba Lan và nước Cộng hòa Pháp. Ông đã bị lịch sử lên án vì trấn áp các cuộc đấu tranh giành tự do của Ba Lan và Đại cách mạng Pháp. Tuy nhiên, xét về mặt trình độ hiểu biết quân sự và sáng tạo trong chiến thuật thì tên tuổi của ông luôn được đặt lên hàng đầu. Tuy nhiên, theo Hoàng đế Pháp Napoléon Bonaparte thì Đại Nguyên soái A. V. Suvorov có tinh thần chứ không có cái não của một vị chỉ huy quân sự.
Cũng giống như vua Alexandros Đại Đế, ông có trí nhớ xuất sắc. Điều này thể hiện qua việc ông nhớ được tên của hầu hết các binh sĩ dưới quyền của mình. Không những thế, Đại Nguyên soái A. V. Suvorov còn là một người am hiểu văn hóa. Trong cuộc chinh chiến ở Ý vào năm 1799, ông đã đàm đạo với tướng Áo là Zach về tác phẩm "Đôn Kihôtê" của nhà văn người Tây Ban Nha Miguel de Cervantes, và phân tích đúng đắn về những bức vẽ mà ông nhìn thấy trong các phòng tranh ở Ý.

## Con cháu và danh hiệu
Tên đầy đủ và danh hiệu của Suvorov (tùy theo phát âm tiếng Nga), được đặt cho: Aleksandr Vasiliyevich Suvorov, Vương công xứ Ý, Bá tước Rimnik, Bá tước của đế quốc La Mã Thần thánh, Vương công xứ Sardinia, Đại nguyên soái lực lượng Bộ binh và Hải quân Nga, Thống chế Quân đội Áo và Sardinia; bị thương năng 6 lần, ông là người nhận Huân chương Thánh Andrew tông đồ thứ nhất, Huân chương chiến thắng của Thánh George hạng nhất, Huân chương Thánh Vladimir hạng nhất, Huân chương Thánh Alexander Nevsky, Huân chương Thánh Anna hạng nhất, Huân chương chữ thập lớn Thánh Gioan thành Jerusalem, (Áo) Huân chương Maria Teresa hạng nhất, (Phổ) Huân chương Đại Bàng Đen, Huân chương Đại Bàng Đỏ, the Pour le Merite, (Sardinia) Huân chương Tôn Kính Các Thánh Maurice và Lazarus, (Bayern) Huân chương Thánh Gubert, Huân chương Sư Tử Vàng, (Pháp) Huân chương Dòng Tu Đức Mẹ Mary Đồng Trinh, Huân chương Thánh Lasara, (Ba Lan) Huân chương Đại Bàng Trắng, Huân chương Thánh Stanislaus.
Arkadi A. Suvorov (1783 - 1811), con trai của danh tướng V. A. Suvorov, trở thành tướng của Quân đội Nga trong thời kỳ chiến tranh Napoléon và vài cuộc chiến tranh Nga - Thổ Nhĩ Kỳ vào đầu thế kỉ XIX, và sau này chết đuối tại sông Rimnik - chính là nơi đã mang lại cho thân phụ của ông vinh quang lớn lao. Cháu của Suvorov, Alexander Arkadievich (1804 - 1882) cũng trở thành một vị tướng của Quân đội Nga.